# Sego Zaragoza
Agrupación Deportiva Super Sego fue un equipo profesional de fútbol sala situado en Zaragoza, Aragón (España). Fue fundado en 1983 y desapareció en 1998 por problemas económicos.
A lo largo de su historia, el club fue campeón de la Liga Nacional de Fútbol Sala en la temporada 1994-95, y campeón de la Copa de España en 1992/93. En 1996 consiguió ser subcampeón de Europa de fútbol sala tras perder la final de la máxima competición continental, el Campeonato de Europa de Clubes de fútbol sala. Durante su mejor época deportiva, el club se llamó Pinturas Lepanto Zaragoza por razones de patrocinio.

## Historia

### Creación del club
Se fundó en 1983, por iniciativa de un grupo de amigos que jugaban a fútbol sala por afición. El club se inscribió posteriormente en la Federación Aragonesa de Fútbol Sala como Ria de Arosa, y durante años se convirtió en uno de los clubes más fuertes de Aragón. Cuando se creó la Liga Nacional de Fútbol Sala en 1989, los dueños del equipo lo inscribieron en Primera Nacional "A", por entonces segunda categoría de ese deporte.
En su primera temporada, se compitió como Super Sego Bomberos, que finalizó en la primera posición de su grupo en la fase regular. Sin embargo, los zaragozanos fueron derrotados en las eliminatorias por el ascenso frente al Cafetería Marabe. Un año después, ya como Super Sego Caretto, el club volvió a certificar la primera plaza de su grupo, que le otorgaba la promoción a la máxima categoría del fútbol sala español.

### Trayectoria en División de Honor
En la campaña 1991/92, Sego Zaragoza llegó hasta las semifinales por la liga, donde cayó frente al eventual campeón, el Caja Toledo. Al año siguiente, el club mejoró su actuación con su primer título, la Copa de España de Fútbol Sala 1992/93, y firmó de nuevo las semifinales en la liga nacional. Su actuación llamó la atención de los patrocinadores, y el club selló un acuerdo con Pinturas Lepanto, un fabricante oscense de pinturas, por lo que cambió su nombre por Pinturas Lepanto Zaragoza. Pese a la entrada de empresas privadas, el club continuaba dirigido por Julián Corredera y bajo la dirección técnica de su hermano Luis Ángel.
En 1993/94, Pinturas Lepanto consiguió un nuevo título, la Supercopa de España, pero pese a firmar una buena temporada en liga, continuaba cayendo en las semifinales de la fase final. En la temporada 1994/95, terminó segundo en la fase regular, y tras superar su semifinal frente al Mejorada FS, derrotó en la final al Interviú Boomerang. De este modo, Super Sego consiguió su primer campeonato de la LNFS. Además, se batió un récord de asistencia a un partido de fútbol sala, con la presencia de 11.000 aficionados en el Pabellón Príncipe Felipe durante la final. Su victoria le permitió jugar el Campeonato de Europa de Clubes de fútbol sala de 1996. El club consiguió llegar a la final de la máxima competición continental pero perdió contra el BNL Calcetto Rome el partido diputado en Roma por un ajustado 5-4. 
El contrato de patrocinio terminó en 1996, y a partir de ese momento la situación de Sego Zaragoza se complicó. El club terminó la campaña 1996/97 en decimotercera posición de 16 participantes, marcado por los problemas financieros y el impago de nóminas a los futbolistas. La entidad no encontró ningún patrocinador, y para el año 1997/98 su situación económica se tornó insostenible. Vendió los derechos de plaza al Zaragoza FS y  A mitad de la temporada el Zaragoza FS, no se presentó a varios partidos, por lo que la LNFS lo expulsó de la competición. Al poco tiempo, se anunció su desaparición.
Tras este episodio, otro equipo de la ciudad, AD Sala 10 Zaragoza, se convirtió en el equipo de fútbol sala más representativo de la ciudad. Super Sego fue el primer equipo de la provincia de Zaragoza en ganar una liga deportiva nacional.

## Palmarés
- Primera División de fútbol sala (1): 1994-95.
- Copa de España de fútbol sala (1): 1993.
- Supercopa de España de fútbol sala (1): 1993.

### Títulos individuales
- MVP de la Liga Nacional de Fútbol Sala: Santi Herrero (1995).

## Resumen por temporadas
| Temporada | Cat. | División          | Pos. | Play offs        | Copa de España | Campeonato de Europa |
| --------- | ---- | ----------------- | ---- | ---------------- | -------------- | -------------------- |
| 1991-92   | 1    | División de Honor | 6º   | Semifinales      | Finalista      | –                    |
| 1992-93   | 1    | División de Honor | 2º   | Semifinales      | Campeón        | –                    |
| 1993-94   | 1    | División de Honor | 6º   | Semifinales      | –              | –                    |
| 1994-95   | 1    | División de Honor | 2º   | Campeón          | Semifinales    | -                    |
| 1995-96   | 1    | División de Honor | 4º   | Cuartos de final | -              | Finalista            |
| 1996-97   | 1    | División de Honor | 13º  | –                | –              | –                    |
| 1997-98   | 1    | División de Honor | Des. | –                | –              | –                    |